# Pedon merkki
Pedon merkki é um filme de drama finlandês de 1981 dirigido e escrito por Jaakko Pakkasvirta. Foi selecionado como representante da Finlândia à edição do Oscar 1982, organizada pela Academia de Artes e Ciências Cinematográficas.

## Elenco
- Esko Salminen - Kaarlo
- Irina Milan - Karin
- Tom Wentzel - Helmut von Stein
- Hannu Lauri - Olavi
- Vesa-Matti Loiri - Usko